# Celaya
Celaya är en ort och kommun i centrala Mexiko och är belägen i delstaten Guanajuato. Centralorten har cirka 350 000 invånare, med cirka en halv miljon invånare i hela kommunen. Celaya kommer från språket baskiska, vilket talas i norra Spanien. På det lokala språket otomí heter platsen Zalaya, med betydelse "flack mark", Ndathi eller "Plats med mezquite-träd frön".
En olycka i ett pyrotekniskt lager i Celaya september 1999 dödade 60 personer, med över 300 svårt skadade.